# Farid Bensaïd
Pour les articles homonymes, voir Bensaïd.
Farid Bensaïd, né le 31 mars 1961 à Rabat (Maroc), est un homme d'affaires et violoniste marocain. Il est le président fondateur de l'Orchestre philharmonique du Maroc dont il est le premier violon.

## Biographie

### Formation et débuts
Aîné d'une fratrie de trois enfants, né d'un père cheminot et d'une mère postière, Farid Bensaïd s'inscrit au conservatoire de Rabat à l'âge de dix ans et y pratique le violon. Il en obtient le premier prix de violon en 1979.
Après des classes préparatoires au Lycée Lakanal, il est diplômé de l'école spéciale des travaux publics (ESTP Paris) comme ingénieur en génie civil en même temps qu'il obtient le premier prix de violon du Conservatoire national supérieur de musique de Paris en 1984.
Une fois rentré au Maroc, il est, jusqu'en 1987, directeur des travaux de MARGEC, une société de travaux de génie civil  ; en parallèle, il lance une société de transports, revendue en 1997. Après un passage à la Caisse de Dépôt et de Gestion (CDG), il intègre ITT, une filiale du groupe MATRA, comme directeur général adjoint.
En 1989, il rejoint Mondial Assistance, qu'il a développé puis racheté avant de céder la société en 2006 à son associé dans le projet : l'homme d'affaires Moulay Hafid Elalamy. En parallèle, il crée le premier centre d'appel du Maroc qui emploie près de mille personnes, puis il le revend en 2005 .
En mars 1993, il lance dans le cadre de Mondial Assistance le service SOS Médecins, première permanence médicale mobile au Maroc .

### Ténor Group et AFMA
Farid Bensaid a créé la holding Ténor Group en 2005, une holding marocaine active dans divers secteurs de l'économie marocaine ; la holding compte près de 20 sociétés dans l'assurance, la distribution, le BPO, le transport, l'enseignement, etc.
AFMA, filiale de Ténor Group, société de courtage en assurances, est introduite en bourse en novembre 2015.

## Fonctions
- Président Fondateur de l'Orchestre philharmonique du Maroc.
- Président Fondateur de la Fondation Ténor pour la Culture.
- A occupé la présidence de l'association des anciens étudiants de l'ESTP au Maroc.
- Président du Festival de Casablanca de 2008 à 2012[8].

## Distinction et prix
- Premier prix de violon au Conservatoire de Rabat en 1979.
- Premier prix de violon au Conservatoire de Paris en 1984.
- Il a été fait Chevalier des Arts et des Lettres par la France le 9 février 2016[9].

## Vie familiale
Farid Bensaïd est le père de Dina Bensaïd, pianiste professionnelle et directrice artistique du festival le Printemps musical des alizés. 